# Ahlstadt
Ahlstadt ist ein Gemeindeteil von Meeder im oberfränkischen Landkreis Coburg.

## Geographie
Das Haufendorf mit Gewannflur liegt etwa 15 Kilometer nordwestlich von Coburg auf der Westseite der Langen Berge. Die Flurgrenze im Norden zu den Nachbarorten Herbartswind, Bockstadt und Harras entspricht der Landesgrenze zu Thüringen. Der Herbertsgraben, ein Quellbach der Habergrundes, der, sofern er Wasser führt, in die Werra mündet, fließt westlich vorbei. Die höchste Erhebung in der Flur mit 520 Metern heißt Rother Haig. Die Kreisstraße CO 4 verbindet Ahlstadt mit Bad Rodach und Meeder und die Kreisstraße 23 mit Rottenbach.
Nordöstlich von Ahlstadt liegen drei naturnahe Laubmischwaldreste mit einem reichen Vorkommen von Frühlingsgeophyten. Sie sind als Naturschutzgebiete ausgewiesen. Der nördlich gelegene Röstenteich ist eine mit Wasser gefüllte Doline. Geologisch vom Muschelkalk geprägt, beträgt bei einer Mutterbodenschicht von maximal 20 Zentimetern die landwirtschaftliche Vergleichszahl 15 bis 25.

## Geschichte
Ein Grabhügel aus der Bronzezeit zwischen Ottowind und Ahlstadt gibt einen Hinweis auf eine frühe Besiedlung der Langen Berge. Die erste urkundliche Erwähnung als „Altensteti“ stammt aus dem Jahr 823, als der Lehnsherr Otfried seine Besitzungen in Ahlstadt dem Kloster Fulda schenkte.
Ab 1248 bis 1353 mit geringen Unterbrechungen lag Ahlstadt im Herrschaftsbereich der Henneberger. 1353 kam der Ort mit dem Coburger Land im Erbgang zu den Wettinern und war somit ab 1485 Teil des Kurfürstentums Sachsen, aus dem später das Herzogtum Sachsen-Coburg hervorging.
1591 zerstörte ein Brand die Kirche, die Schule, das Pfarrhaus, 29 Wohnhäuser und 27 Stadel. Sechs Einwohner verloren dabei ihr Leben. Im Dreißigjährigen Krieg gab es 1633, 1636 und 1637 Einquartierungen. 1618 wohnten 40 Familien in Ahlstadt, 1650 waren es nur noch zwölf. Im Siebenjährigen Krieg war im Dorf 1758 ein Lazarett der Reichsarmee untergebracht.
Ab 1806 erwarb die Gemeinde, in der sieben lehensfreie Hofbauern lebten, mit Hilfe von Darlehen schrittweise die Lehensrechte, die größtenteils Amstädter von Hildburghausen besaß. Das hatte einen Wohlstand zur Folge, der unter anderem einen Kirchenneubau ermöglichte.
1867 hatte Ahlstadt 332 Einwohner und 66 Familien. Der Ort bestand aus 58 Wohnhäusern, Kirche, Pfarrhaus, Schule, 45 Stadeln, 52 Stallungen, 40 Holzschuppen, 4 Backöfen, Spritzenhaus und Kohlenhaus. In dem Dorf gab es unter anderem 41 Ochsen, 115 Kühe, 560 Schafe, 126 Schweine und 36 Ziegen. Pferde und Esel waren nicht vorhanden.
In einer Volksbefragung am 30. November 1919 stimmten 18 Ahlstädter Bürger für den Beitritt des Freistaates Coburg zum thüringischen Staat und 61 dagegen. Am 1. Juli 1920 wurde der Freistaat Coburg mit dem Freistaat Bayern vereinigt.

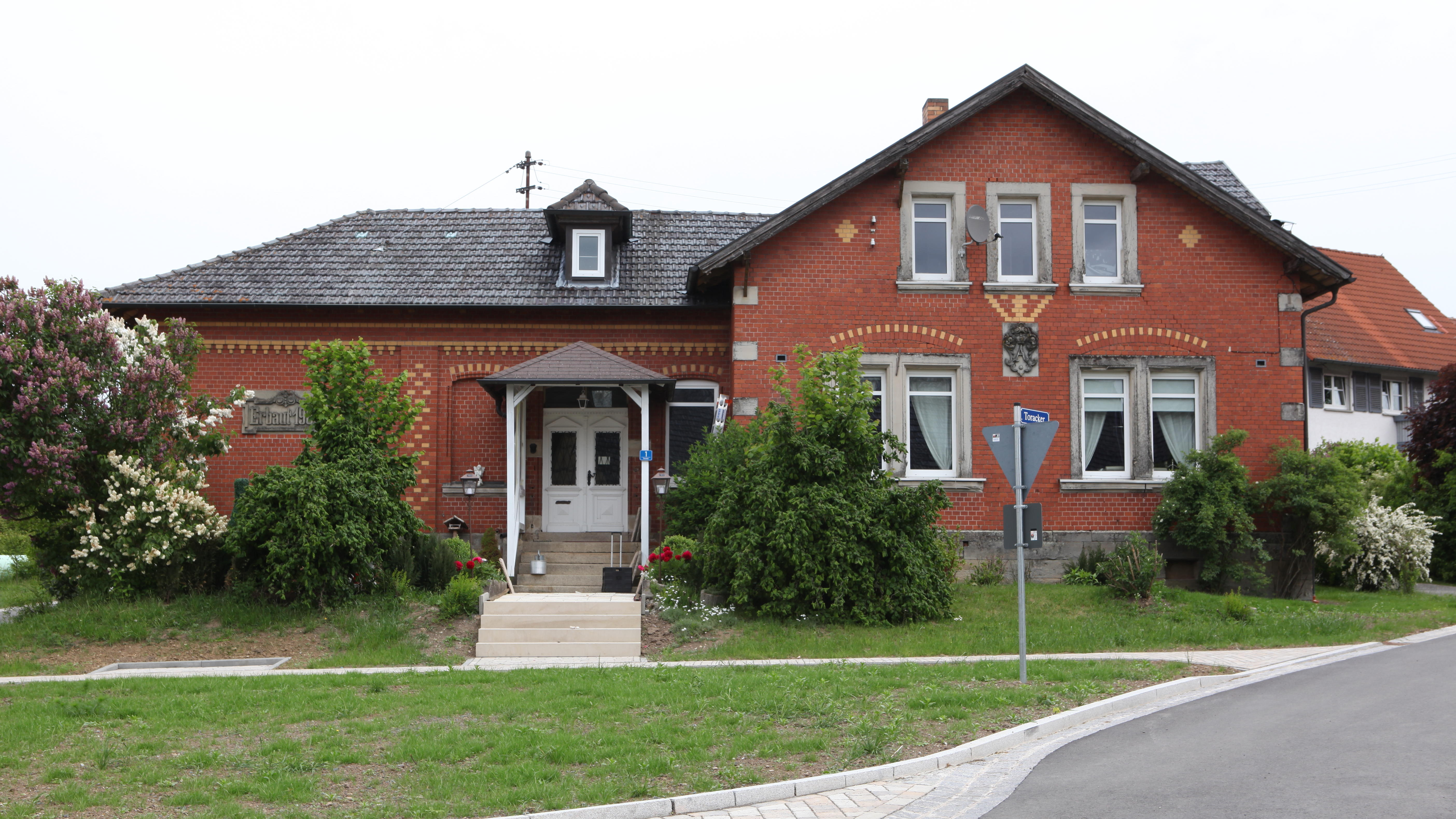
Schulhaus

Im Ersten Weltkrieg verloren 9 und im Zweiten Weltkrieg 14 Ahlstädter Soldaten ihr Leben. Durch die innerdeutsche Grenze konnten Ahlstädter Bauern 17 Hektar Äcker und Wiesen im benachbarten Thüringen nicht mehr bearbeiten. 1947 bis 1949 wurde eine [Flurbereinigung] durchgeführt. 1965 hatte Ahlstadt 259 Einwohner und 53 Häuser, in denen 70 Familien lebten.
Die Schule mit ihrem am 15. Oktober 1901 eingeweihten Schulhaus wurde 1967 geschlossen. Der Vorgängerbau stammte aus dem Jahr 1833.
Am 1. Juli 1976 wurde Ahlstadt ein Gemeindeteil von Meeder.
1987 hatte das Dorf 217 Einwohner und 53 Wohnhäuser. Anfang der 2010er Jahre führte das Amt für Ländliche Entwicklung im Rahmen des Dorferneuerungsprogrammes eine Neugestaltung Ahlstadts und eine Straßensanierung durch.

## Einwohnerentwicklung
| Jahr | Einwohnerzahl |
| ---- | ------------- |
| 1693 | 111           |
| 1783 | 243           |
| 1885 | 339           |
| 1910 | 283           |
| 1933 | 286           |
| 1939 | 258           |
| 1945 | 397           |
| 1970 | 248           |
| 1998 | 222           |

## Sehenswürdigkeiten

### Kirche

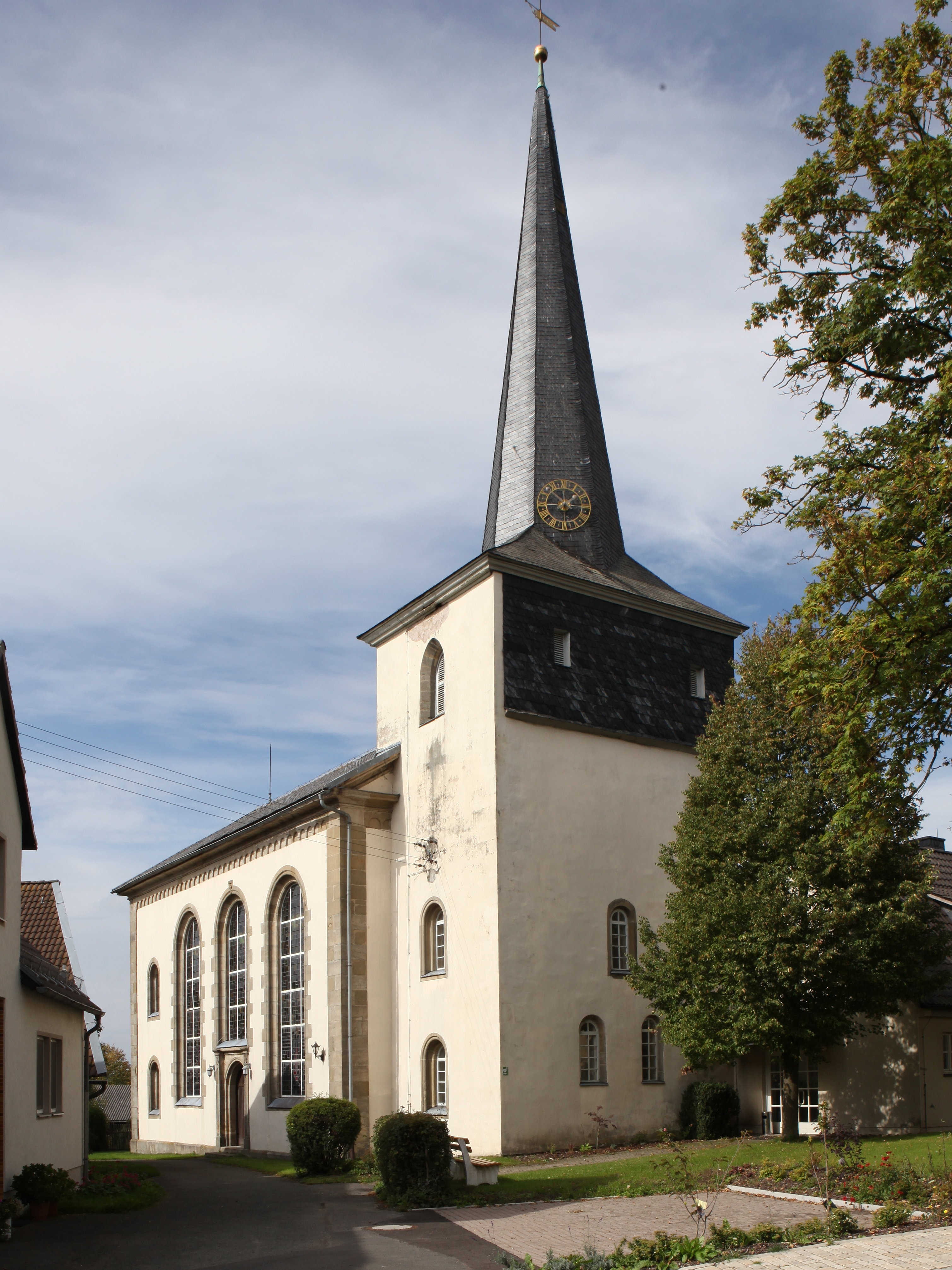
St. Bonifatius

Eine Kirche zu Ahlstadt wurde 1528 erwähnt. Der Kirchturm mit dem Altarhaus stammt in seinem Kern aus dem 16. Jahrhundert. Das Kirchenschiff der evangelisch-lutherischen Bonifatiuskirche wurde 1845/46 in neuromanischen Formen neu errichtet. Besonders aufwändig für eine Dorfkirche ist die symmetrische Westfassade mit Portal, Rundbögen, Säulen und Gesimsen gestaltet. Die bauzeitliche Orgel stammt aus der Neustädter Werkstatt Hofmann.

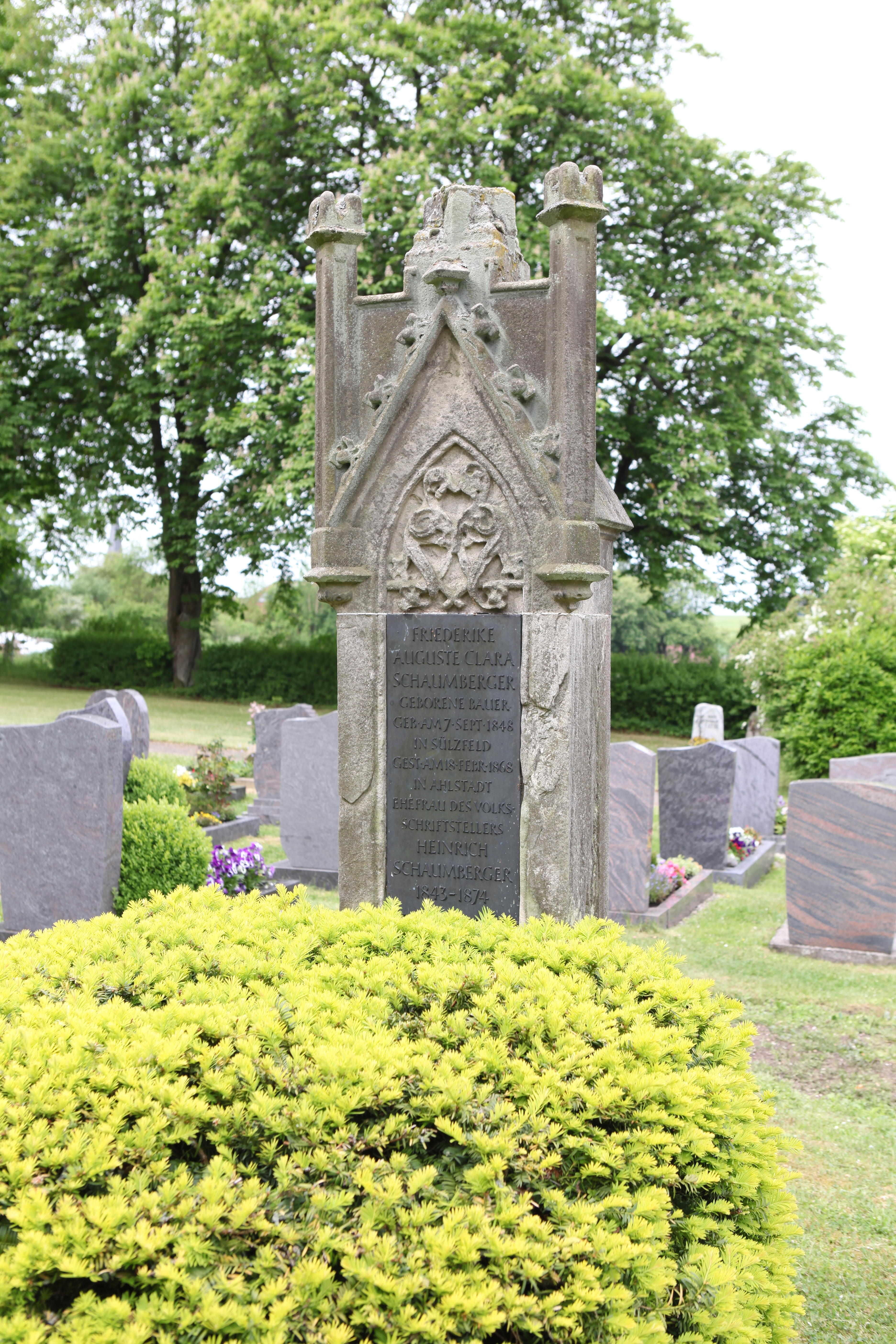
Grabstein Klara Schaumberger

### Baumdenkmal
Das Baumdenkmal für die Deutsche Einheit  am Rottenbacher Weg stadtauswärts links wurde 2023 gepflanzt und am 26. Oktober vom Bürgermeister Bernd Höfer, dem Coburger Landrat Sebastian Straubel sowie Christoph Bauer, Bürgermeister der thüringischen Nachbargemeinde Eisfeld, eingeweiht.

## Persönlichkeiten
In Ahlstadt lebte von August 1866 bis Mai 1869 Heinrich Schaumberger. Er war als Lehrer an der Schule angestellt. Seine Ehefrau Klara starb 1868 im Wochenbett. Ihr Grab mit einem neugotisch gestalteten Grabstein befindet sich auf dem Ahlstädter Friedhof.